# Communauté de communes du Haut-Chablais
Die Communauté de communes du Haut-Chablais ist ein französischer Gemeindeverband mit Rechtsform einer Communauté de communes im Département Haute-Savoie, dessen Verwaltungssitz sich in dem Ort Le Biot befindet. Sein Gebiet umfasst fast das gesamte Tal der Dranse, das auch Vallée d’Aulps genannt wird, mitsamt seinen Seitentälern. Es beginnt einige Kilometer südöstlich von Thonon-les-Bains und reicht talaufwärts bis an die Landesgrenze zwischen Frankreich und dem Schweizer Kanton Wallis im Bereich des Pas de Chavanette. Der Gemeindeverband besteht aus 15 Gemeinden und zählt 12.864 Einwohner (Stand 2022) auf einer Fläche von 309,28 km². Präsidentin des Gemeindeverbandes ist Jacqueline Garin.

## Geschichte
Der erste Gemeindeverband im Dranse-Tal war die Ende Dezember 1994 gegründete Communauté de Communes de la Vallée d’Aulps mit den neun Gemeinden La Forclaz, La Vernaz, La Baume, Le Biot, Seytroux, Saint Jean d’Aulps, Montriond, Essert-Romand und La Côte d’Arbroz. Zum 1. Januar 2014 stießen sechs weitere Gemeinden hinzu, die zuvor noch in keiner communauté de communes Mitglied waren, nämlich Morzine, Les Gets, Bellevaux, Lullin, Vailly et Reyvroz. Der Name wurde in
Communauté de Communes du Haut-Chablais geändert. Zum Gemeindeverband gehören dadurch drei der größeren Wintersportorte der Portes du Soleil, nämlich Avoriaz, Les Gets und Morzine.

## Aufgaben
Zu den vorgeschriebenen Kompetenzen gehören die Entwicklung und Förderung wirtschaftlicher Aktivitäten sowie die Raumplanung auf Basis eines Schéma de Cohérence Territoriale. Der Gemeindeverband bestimmt die Wohnungsbaupolitik. In Umweltbelangen betreibt er die Abwasserentsorgung (teilweise), die Müllabfuhr und ‑entsorgung und ist für den Gewässerschutz der Dranse und ihrer Zuflüsse zuständig. Weiterhin betreibt er die Straßenmeisterei, die Rettungsdienste, den Schultransport und die interkommunalen Busverbindungen. Zusätzlich baut und unterhält der Verband Kultur- und Sporteinrichtungen und fördert Veranstaltungen in diesen Bereichen.

## Mitgliedsgemeinden
Folgende 15 Gemeinden gehören der Communauté de communes du Haut-Chablais an:
| Gemeinde                                | Einwohner 1. Januar 2022 | Fläche km² | Dichte Einw./km² | Code INSEE | Postleitzahl |
| --------------------------------------- | ------------------------ | ---------- | ---------------- | ---------- | ------------ |
| Bellevaux                               | 1.392                    | 48,97      | 28               | 74032      | 74470        |
| Essert-Romand                           | 520                      | 6,78       | 77               | 74114      | 74110        |
| La Baume                                | 322                      | 16,91      | 19               | 74030      | 74430        |
| La Côte-d’Arbroz                        | 355                      | 12,24      | 29               | 74091      | 74110        |
| La Forclaz                              | 225                      | 4,04       | 56               | 74129      | 74200        |
| La Vernaz                               | 288                      | 7,78       | 37               | 74295      | 74200        |
| Le Biot                                 | 636                      | 13,18      | 48               | 74034      | 74430        |
| Les Gets                                | 1.227                    | 29,98      | 41               | 74134      | 74260        |
| Lullin                                  | 799                      | 13,25      | 60               | 74155      | 74470        |
| Montriond                               | 956                      | 24,71      | 39               | 74188      | 74110        |
| Morzine                                 | 2.661                    | 44,10      | 60               | 74191      | 74110        |
| Reyvroz                                 | 498                      | 9,82       | 51               | 74222      | 74200        |
| Saint-Jean-d’Aulps                      | 1.543                    | 40,19      | 38               | 74238      | 74430        |
| Seytroux                                | 535                      | 18,44      | 29               | 74271      | 74430        |
| Vailly                                  | 907                      | 18,89      | 48               | 74287      | 74470        |
| Communauté de communes du Haut-Chablais | 12.864                   | 309,28     | 42               | –          | –            |